# 외상외과
외상외과(外傷外科, Trauma surgery)는 외상에 대한 수술적, 비수술적 치료를 전담하는 외과 진료과이다. 외상외과 의사는 일반외과에서 레지던트 과정을 거치는 것이 일반적이며, 중환자치료 부문에서 펠로우(fellow; 임상강사/전임의) 제도를 운영하기도 한다.

## 같이 보기
- 이국종